# Маргарет Ферчайлд
Маргарет Мері Фейрчайлд (4 січня 1911 — 28 квітня 1989), також відома як Мері Тереза Шеппард, міс Шеперд і М. Т. Шеппард — бездомна жінка з Британії.
Її доля була зображена у фільмі 2015 року «Жінка у фургоні» Алана Беннета, де її зіграла дама Меггі Сміт. Раніше Сміт зіграла її в однойменній п'єсі 1999 року та у радіоадаптації для BBC Radio 4 у 2009 році. Маргарет також була концертною піаністкою та черницею.

## Біографія

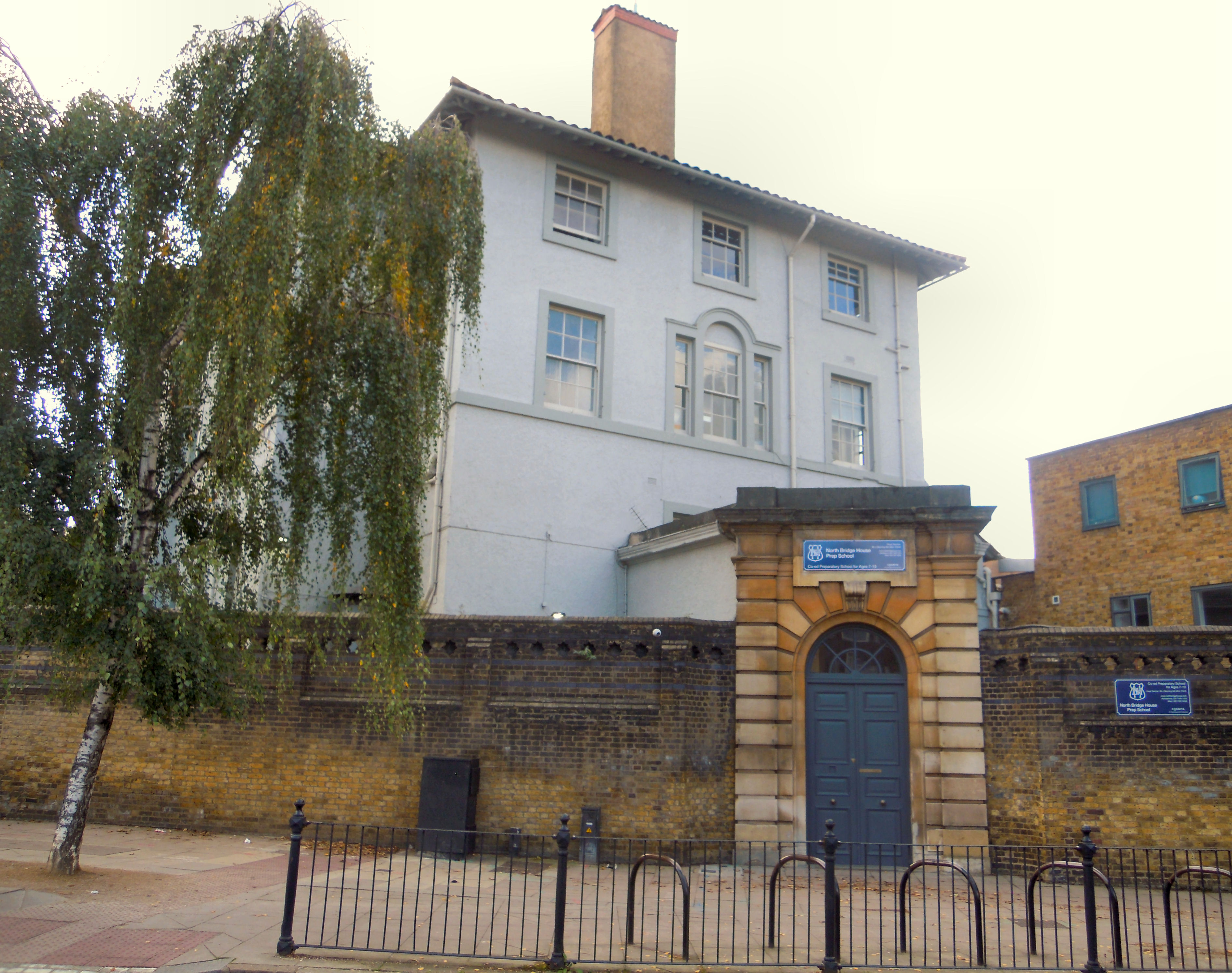
Колишній монастир Товариства помічників святих душ на Глостер-авеню, де Фейрчайлд була послушницею в 1936 році, нині школа North Bridge House School.

Маргарет Фейрчайлд народилася в 1911 році в Хеллінглі в Східному Сассексі, дочка Гаррієтт (уродж. Берджесс; 1879—1963) і Джорджа Браянта Фейрчайлда (1866—1944), геодезиста та санітарного інспектора. Її братом був Леопольд Джордж Ферчайлд (1908—1994).
Обдарована піаністка, за словами її брата, близько 1932 року Маргарет Фейрчайлд належала до середнього класу, навчалася в École Normale de Musique de Paris у Парижі під керівництвом віртуозного піаніста Альфреда Корто. За однією з версій, пізніше вона грала у променадному концерті однак дані про це відсутні в онлайн-архіві виступів BBC Proms.
У 1936 році, вже як Мері Тереза, вона стала послушницею в монастирі Товариства помічників святих душ на Глостер-авеню в Ріджентс-парку (пізніше японська школа в Лондоні, а тепер школа North Bridge House School), недалеко від Gloucester Crescent, куди вона повернулася десятиліттями пізніше. Згодом, у 1936 році, вона була послушницею в монастирі Святого Йосифа на Харроу-роуд-Вест у Доркінгу.
У 1939 році Ферчайлд була Релігійною Сестрою та вчителькою у католицькій школі Святої Гілди в Йовілі, Сомерсет. Її брат розповів, що в монастирі Фейрчайлд була змушена залишити заняття музикою, щоб зосередитися на своїй вірі. Вона залишила орден коли почалися проблеми з психікою. Її колеги-черниці описували її як «сварливу».
У часи Другої світової війни Маргарет була водійкою автомобілів швидкої допомоги ATS, що дало початок її любові до транспортних засобів та водіння загалом. Як мінімум з 1950 до 1957 року вона проживала зі своєю матір'ю за адресою 98 Elgin Crescent в Ноттінг-Гілл.
Близько 180 сантиметрів на зріст, Ферчайлд ставала дедалі більш непостійною у своїй поведінці та весь час сперечалася про релігію зі своєю матір'ю, з якою жила. Брат відправив сестру до психіатричної лікарні Банстед, звідки вона зрештою втекла. Вона також тікала з інших психіатричних лікарень, доки не залишилася сама впродовж року й одного дня, що юридично продемонструвало її здатність жити без нагляду. Пізніше вона потрапила в аварію, коли фургон, яким вона керувала, збив мотоцикліста, що згодом загинув. Ферчайлд вирішила, що саме вона винна в аварії, і покинула місце події, не повідомивши подробиць, після чого жила в страху арешту. У цей час вона змінила своє ім'я на Шеппард, щоб її не знайшли, і повернулася до околиць монастиря на Глостер-авеню, де склала свої обітниці. Проте вона зберігала зв'язок з черницями.

## Беннет і Глостер Кресент

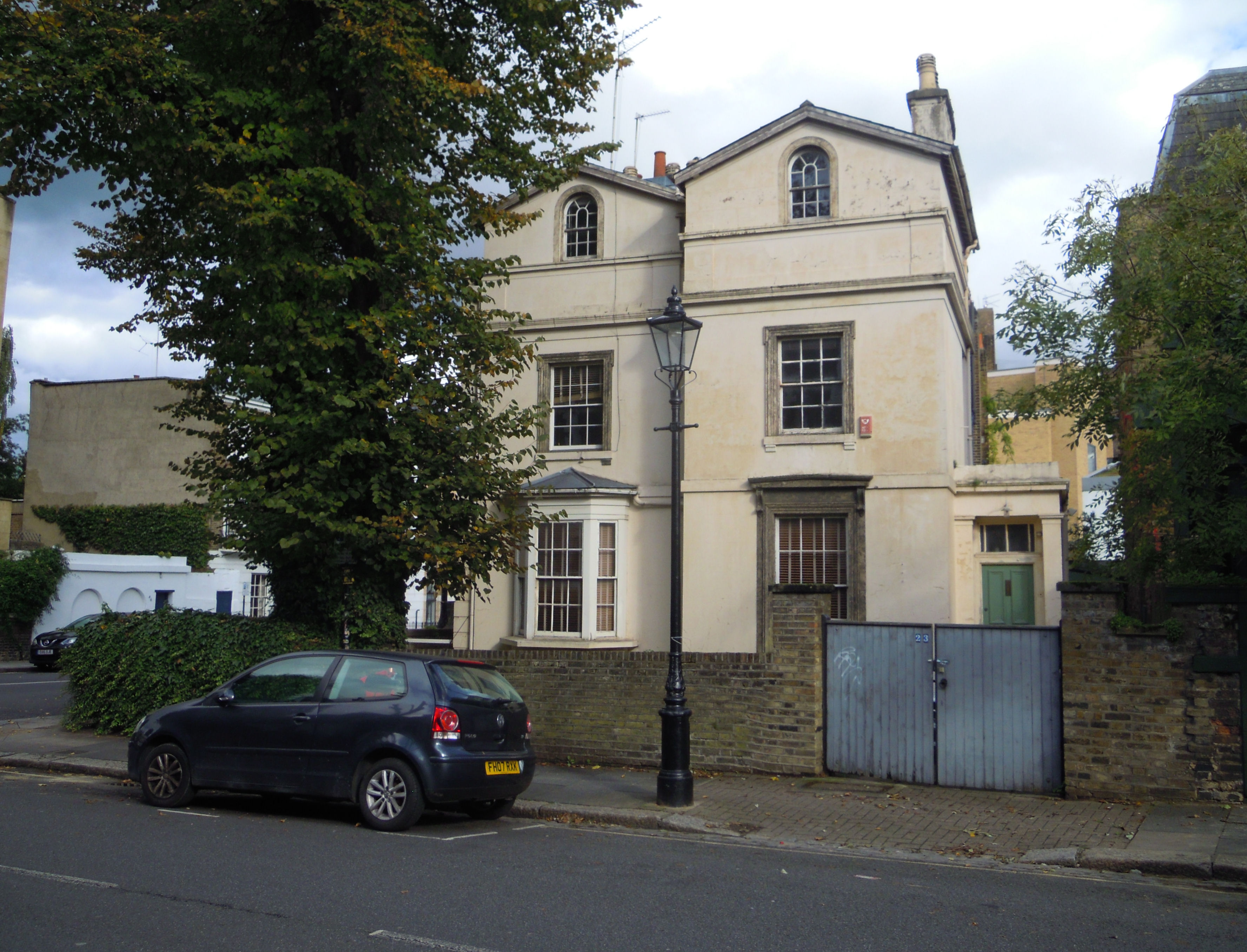
23 Gloucester Crescent у 2019 році

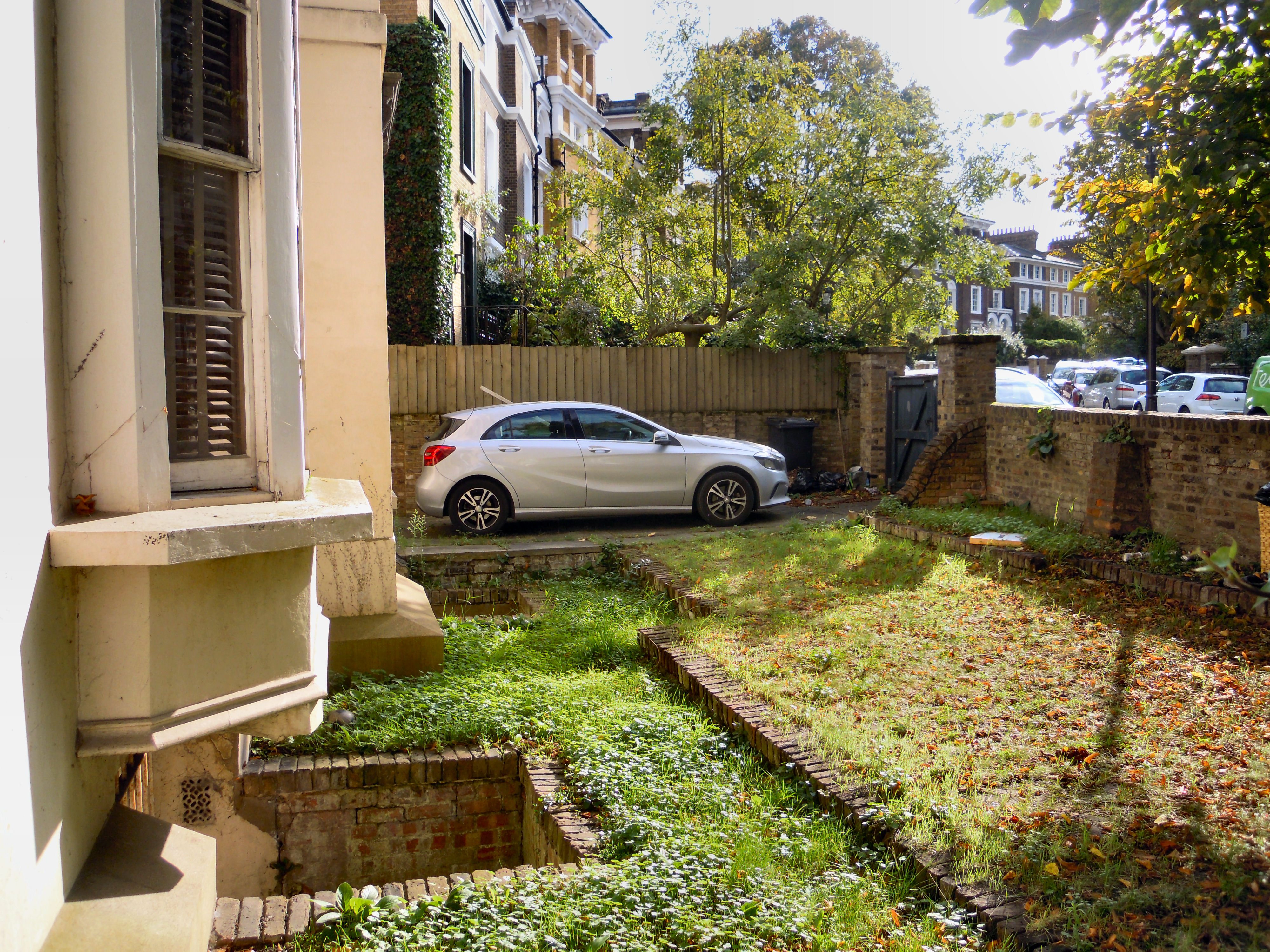
15 років Ферчайлд жила у своєму фургоні, на цьому самому місці, де зараз припарковане авто на фото

Наприкінці 1960-х років Фейрчайлд, яка називала себе «міс Мері Шеппард», почала паркувати свій фургон марки Бедфорд перед будинками в заможному районі Глостер Кресент у Камден-Тауні, де тривожила мешканців, паркуючись перед будинком та складаючи навколо фургону сміттєві пакети, через що її часто просили переїхати. Поступово її розписаний вручну жовтий фургон рухався вздовж вулиці, аж поки в 1971 році вона не зупинилася біля будинку драматурга та письменника Алана Беннетта, який казав про неї: «Вона була там, перед моїм вікном, поки я працював. Їй дошкуляли люди. Я виходив і казав їм, щоб вони лишили її в спокої. Це відволікало мене від моєї роботи, і поступово дійшло до того, що працювати стало неможливо, і єдиним способом вирватися з ситуації було запросити її на свій під'їзд, де ніхто більше її не турбуватиме». Беннет додав: «Вона не подобалася людям. Вона ніколи не посміхалася, у неї не було почуття гумору, її політичні погляди сильно відрізнялася від моїх… І все це робило її агресивною особистістю». Проте він дозволив їй тимчасово припаркувати свій напівзруйнований фургон на його вузькому під'їзді за адресою 23 Gloucester Crescent у Камдені, в надії, що вона поїде за кілька місяців.
Проте вона залишилася там до самої смерті, через 15 років. У своєму фургоні Фейрчайлд писала політичні памфлети для своєї правої партії Fidelis із такими назвами, як «Правдивий погляд: важливі речі», які Беннет друкував для неї в місцевій друкарні; він соромився, що працівники вирішать, що різкі погляди, висловлені в памфлетах, належать йому. Її політичні погляди змусили її одного разу запитати Беннетта: «Як ти думаєш, коли за мене проголосують і мені доведеться жити на Даунінг-стріт, чи я зможу керувати справами з фургона?»
Періодично місцеві черниці приносили їй їжу в додаток до того, що Фейрчайлд могла собі дозволити на виплати соціального страхування, хоча в неї не було ні засобів для приготування їжі у фургоні, ні туалету. Беннет провів електричний кабель від свого будинку до фургону, щоб Фейрчайлд могла підключити обігрівач і телевізор. Він дізнався про її справжнє ім'я та особу від її брата лише після її смерті.
«Шляхетна бродяга» Маргарет Ферчайлд померла у своєму фургоні на під'їзді за адресою 23 Gloucester Crescent у Камдені в 1989 році у віці 78 років Після похоронної служби в католицькій церкві Богоматері Хал в Камден-Тауні її поховали в безіменній могилі на кладовищі Сент-Панкрас і Іслінгтон.
Колекція політичних памфлетів, рукописних нотаток і списків покупок, написаних Ферчайлд, перебуває в архіві Алана Беннетта в Бодліанській бібліотеці Оксфордського університету.

## Жінка у фургоні
Беннет написав «Жінку у фургоні» на основі свого досвіду спілкування з ексцентричною пані. Розповідь Фейрчайлд/Шеперд вперше опублікована в 1989 році як есе в London Review of Books. У 1990 році Беннет опублікував її у формі книги. У 1999 році він адаптував його до п'єси в театрі Королеви в Лондоні, де зіграла Меггі Сміт, яка отримала номінацію на найкращу жіночу роль у премії Олів'є 2000 року, зрежисовану Ніколасом Гітнером. У п'єсі представлені два персонажі, на ім'я Алан Беннет. 21 лютого 2009 року п'єсу транслювали як радіоспектакль на BBC Radio 4, у якій Меггі Сміт повторила свою роль, а Алан Беннетт грав самого себе. Він знову адаптував історію для фільму «Жінка у фургоні» 2015 року, де Меггі Сміт знову зіграла цю роль, а режисером знову став Ніколас Гітнер.

### Інші театральні вистави
- Фейрчайлд/міс Шеферд зіграла Памела Бюхнер у версії п'єси 2008 року в Театрі біля озера в Кесвіку у 2008 році[14]
- Нікола МакОліфф зіграла Фейрчайлд у 2011 році в постановці «Жінка у фургоні» в театрі Hull Truck.[15]
- У 2017 році Сара Кестельман зіграла Фейрчайлд у Королівському театрі в Баті.[16]
- У постановці Melbourne Theatre Company в Мельбурні, Австралія, у 2019 році Ферчайлд зіграла Міріам Марголіс.[17]